# نیوتاون لینفورد
نیوتاون لینفورد (به انگلیسی: Newtown Linford) یک روستا و محله مدنی در بریتانیا است که در Charnwood واقع شده‌است. نیوتاون لینفورد ۱٬۰۰۰ نفر جمعیت دارد.